# Sándor Andó-Szabó
Sándor Andó-Szabó (Békéscsaba, 17 augustus 1979) is een Hongaars voetbalscheidsrechter. Hij was in dienst van FIFA en UEFA tussen 2008 en 2021. Ook leidt hij wedstrijden in de Nemzeti Bajnokság.
Op 28 juni 2008 maakte Andó-Szabó zijn debuut in internationaal verband tijdens een wedstrijd tussen FK Grbalj en Čelik Zenica in de UEFA Intertoto Cup; het eindigde in 2–1 en de Hongaar hield zijn kaarten op zak. Op 14 november 2012 leidde hij zijn eerste interland, toen Montenegro met 3–0 won van San Marino. Tijdens dit duel deelde Andó-Szabó vier gele kaarten uit.

## Interlands
| Datum            | Plaats                | Wedstrijd               | Uitslag | Competitie           | Kreeg geel | Kreeg voor de tweede keer geel en dus rood | Weggestuurd |
| ---------------- | --------------------- | ----------------------- | ------- | -------------------- | ---------- | ------------------------------------------ | ----------- |
| 14 november 2012 | Podgorica, Montenegro | Montenegro – San Marino | 3 – 0   | WK 2014 kwalificatie | 4          | 0                                          | 0           |
| 24 mei 2013      | Doha, Qatar           | Qatar – Letland         | 3 – 1   | Vriendschappelijk    | 2          | 0                                          | 0           |
| 6 oktober 2014   | Doha, Qatar           | Qatar – Oezbekistan     | 3 – 0   | Vriendschappelijk    | 4          | 0                                          | 0           |
| 17 november 2015 | Wrocław, Polen        | Polen – Tsjechië        | 3 – 1   | Vriendschappelijk    | 3          | 0                                          | 0           |
| 15 oktober 2018  | Rijeka, Kroatië       | Kroatië – Jordanië      | 2 – 1   | Vriendschappelijk    | 0          | 0                                          | 0           |